# جامعة رويال مصر
جامعة رويال مصر هي جامعة مصرية خاصة أصدر رئيس الجمهورية قرارا برقم 443 لسنة 2021 بإنشاءها، ويكون مقرها الكيلو 48 طريق القاهرة السويس الصحراوي بجوار مدينة بدر بمحافظة القاهرة.

## الكليات
تتكون الجامعة من كليات:
- الهندسة.
- الفنون والتصميم.
- الحاسبات والذكاء الاصطناعي.
- إدارة الأعمال.
- الاقتصاد والعلوم السياسية.
- الاعلام والصحافة.
- الصيدلة.
- طب الاسنان.
- العلاج الطبيعي.
- التكنولوجيا الحيوية.
- التمريض.
- التكنولوجيا.